# Jerzyki (podrodzina)
Jerzyki (Apodinae) – podrodzina ptaków z rodziny jerzykowatych (Apodidae). 

## Występowanie
Podrodzina obejmuje gatunki występujące na całym świecie (oprócz Antarktydy).

## Systematyka
Do podrodziny należą następujące plemiona:
- Chaeturini Bonaparte, 1857
- Collocalini Bonaparte, 1853
- Apodini Olphe-Galliard, 1887